# 국제 천문 올림피아드

국제 천문 올림피아드(International Astronomy Olympiad, IAO)는 중고등학교를 재학 중인 전세계의 청소년들을 대상으로 매년 열리는 국제 천문 경시 대회이다. 유라시아 천문학회에서 1996년 창설하여 같은 해 처음 개최하였으며, 매년 개최하여 2012년에는 대한민국 광주광역시에서 개최되었다.

## 역사
국제 천문 올림피아드는 1996년 6월 7일 유라시아 천문학회 소속 M. G. 가브릴로프(Dr. M. G. Gavrilov)에 의해 창설되었다. 그는 동시에 창설 취지를 공표하고 동시에 본인을 유라시아 천문학회 산하 올림피아드운영위원회(Olympic Coordinating Council)의 의장으로 임명하였다. 1996년 11월 1~8일에 러시아 북코카서스 지방의 Nizhny Arkhyz에 있는 러시아 과학원 산하 특수 천문대 (Special Astronomy Observatory)에셔 제 1회 대회가 열렸다. 그 이후로 매년 9월부터 12월 사이에 주로 러시아, 우크라이나 등 주로 구소련연방 나라들에서 열려왔다. 한국은 1회 개최 장소와 같은 곳에서 열린 2002년 제 7회 대회부터 참가하여 꾸준히 좋은 성적을 거두고 있다.

## 설립 취지
공식 홈페이지에 따르면, 국제 천문 올림피아드의 설립 취지는 다음과 같다:
- 과학 지식 대중화와 천문학 및 연관 학문들에 대한 과학적 탐구 장려
- 천문학, 물리학, 항공 우주에 대한 청소년들의 호기심 고양
- 영재 학생 발굴 및 후원
- 학회, 동아리를 비롯한 다양한 학생 활동 활성화
- 중,고등교육에서의 천문학 및 천체 물리교육 향상
- 학생들에게 진로 탐색 기회 제공

## 구성
국제 천문 올림피아드는 이론 시험, 실무 시험, 관측 시험의3개 부분으로 나뉘어 있다. 또, 이 외에도 개최국의 천문 시설 견학이나 개최지 투어 등의 체험도 비중있게 다뤄진다.

### 이론 시험
천문학 및 천체 물리학, 우주과학에 대한 이론 문제 5~6개를 4시간 동안 푸는 라운드이다. 문제 출제 범위는 측성학부터 태양계역학이나 우주론까지 다양한 문제들이 출제되며, 모든 문제들은 의장인 가브릴로프 박사 본인이 출제한다.
문제들은 원래 러시아어 및 영어로만 문제들이 출제되며 각 팀의 단장들이 시험 전 날 문제들을 각 언어로 번역한다. 마찬가지로 학생들은 각자 모국어로 답안을 작성하며 각 팀의 단장들이 답안을 번역하고 모여서 채점한다. 채점 대상은 단순히 최종 답안 뿐이 아니며 오히려 답까지의 풀이 과정이 차지하는 비중이 더 크다.
보통 48점 만점이며 창의적이고 독창적인 풀이를 제시한 경우 1,2 점 정도의 추가 점수를 획득할 수 있다.

### 실무 시험
실제 천문학 연구 데이터를 분석하는 문제 1~2개를 3~4시간 동안 푸는 라운드이다. 문제에는 주로 사진이나 표, 그래프 등의 데이터가 주어지며 학생들은 이를 바탕으로 문제에서 요구하는 물리량을 구하거나 그림 등을 그려야 한다. 문제들은 개최국에서 출제하기 때문에 보통 개최국의 연구 자료에 대한 문제가 나오는 경우가 많다. 일례로 2009년 제5회 아시아-태평양 천문 올림피아드에서 서울대학교에서 발견한 퀘이사에 대한 문제가 출제되었다.
이론부문과 마찬가지로 문제들은 원래 러시아어 및 영어로만 문제들이 출제되며 각 팀의 단장들이 시험 전 날 문제들을 각 언어로 번역한다. 그러나 이론 부문과 달리 답안은 번역되지 않으며 풀이 과정 상의 숫자, 그림 등만을 바탕으로 채점된다.
20점 만점이며 역시 창의적이고 독창적인 풀이를 제시한 경우 1,2 점 정도의 추가 점수를 획득할 수 있다.

### 관측 시험
야외에서 실제 밤하늘을 맨 눈이나 소형 망원경으로 관측하여 문제 5~6개를 푸는 시험이다. 특정 천체에 대한 설명을 준 후 그 천체를 가리키는 문제나 황도, 적도 등을 성도 상에 그리는 문제 등이 출제된다. 비가 올 경우에는 실내 시험으로 대체하여 성도를 보고 위도를 맞히는 문제와 같이 종이 상에서 풀 수 있는 문제들이 출제된다.
20점 만점이며 이론이나 실무 시험과 달리 추가 점수를 획득할 수 없다.

## 참가 자격
각 참가국으로부터 시니어 2명과 주니어 3명이 참가할 수 있다. 단, 그 전 회 국제 천문 올림피아드에서 수상한 경우 정원 외로 참가할 수 있다. 주니어는 이전에 국체 천문 올림피아드에 참가한 경험이 없는 만 14세 이상 16세 미만의 학생을 포함하고, 시니어는 16세 이상 19세 미만의 학생을 포함하며 대회를 참가할 때마다 시니어의 나이 상한은 16세까지 1년씩 줄어든다.
또, 개최국은 개최지에 거주하는 학생 시니어 2명과 주니어 3명으로 구성된 팀을 추가로 참가시킬 수 있다.
한국은 매년 한국천문올림피아드(KAO)를 개최하여 국제천문올림피아드에 출전할 인원 5명을 선발하고 있다.

## 역대 대회
국제 천문 올림피아드는 9월 22일부터 11월 22일 사이 약 열흘 동안 참가국들이 돌아가며 개최한다. 단, 최소 3년에 한 번 씩은 창설국인 러시아 및 우크라이나에서 개최되어야 한다.
| 회    | 연도 | 날짜       | 개최지         | 개최국     | 참가국 수 |
| ----- | ---- | ---------- | -------------- | ---------- | --------- |
| I     | 1996 | 9/25~10/2  | Nizhnij Arkhyz | 러시아     | 4         |
| II    | 1997 | 10/20~27   | Nizhnij Arkhyz | 러시아     | 4         |
| III   | 1998 | 9/26~10/3  | Nizhnij Arkhyz | 러시아     | 5         |
| IV    | 1999 | 9/25~10/2  | Nauchnyj       | 우크라이나 | 7         |
| V     | 2000 | 10/20~27   | Nizhnij Arkhyz | 러시아     | 8         |
| VI    | 2001 | 9/26~10/3  | Nauchnyj       | 우크라이나 | 7         |
| VII   | 2002 | 10/22~29   | Nizhnij Arkhyz | 러시아     | 11        |
| VIII  | 2003 | 10/2~8     | Stockholm      | 스웨덴     | 13        |
| IX    | 2004 | 10/1~9     | Simeiz         | 우크라이나 | 18        |
| X     | 2005 | 10/25~11/2 | Beijing        | 중국       | 15        |
| XI    | 2006 | 11/10~19   | Bombay         | 인도       | 16        |
| XII   | 2007 | 9/29~10/7  | Simeiz         | 우크라이나 | 23        |
| XIII  | 2008 | 10/13~21   | Trieste        | 이탈리아   | 19        |
| XIV   | 2009 | 11/8~16    | Hangzhou       | 중국       | 17        |
| XV    | 2010 | 10/16~24   | Sudak          | 우크라이나 | 19        |
| XVI   | 2011 | 9/22~30    | Alma-Ata       | 카자흐스탄 | 19        |
| XVII  | 2012 | 10/16~24   | 광주           | 대한민국   | 20        |
| XVIII | 2013 | 9/6~14     | 빌뉴스         | 리투아니아 | 20        |

## 아시아 태평양 천문 올림피아드
국제 천문 올림피아드에 참가하는 단장들은 천문학에 대한 아시아의 영향력을 증대시키고 국제 천문 올림피아드에 참가하지 못하는 학생들에게도 국제 천문 경시 대회에 참가할 기회를 주기 위해 새로운 대회를 열기를 희망하였다. 운영 위원회에서는 이를 반영하여 2005년 4월 25일 자매 대회로서 아시아 태평양 천문 올림피아드를 창설하여 매년 열려왔다.
아시아 및 오세아니아에 있는 나라들이 참가할 수 있으며, 더 많은 학생들에게 기회를 제공하기 위해 그 해 국제 천문 올림피아드에 참가하지 않은 시니어 4명, 주니어 4명이 참가할 수 있으며 정원 외 참가는 없다.

## 국제 천문 및 천체 물리 올림피아드
국제 물리 올림피아드에 참가한 태국, 이란, 인도, 중국, 폴란드의 인솔 대표들이 천문과 천체 물리에 대한 학생들의 관심을 장려하기 위해 고등학생 대상의 경시대회를 열자는 제안이 시발점이 되어 2007년 11월에 제1회 대회가 열렸다. 국제 천문 올림피아드의 폐쇄적인 운영 (러시아의 학회가 운영하는 것이나 가브릴로프가 모든 이론 문제를 출제하는 것과 같이)에 대한 반발로 국제 조직이 여는 진정한 국제 대회를 만들겠다는 취지를 갖고 창설되었다.
각 팀에서 대학 교육을 받지 않은 20세 미만의 학생 5명을 참가시킨다.